# Dead White European Male
Dead White European Male („toter weißer europäischer Mann“, auch als Akronym Dwem) ist ein vom US-amerikanischen Altphilologen Bernard MacGregor Walker Knox geprägtes Schlagwort. Damit meint man weiße europäische verstorbene Männer, deren Talent und Wichtigkeit heutzutage möglicherweise dadurch überschätzt wird, dass sie zum dominanten Geschlecht und zur dominanten ethnischen Gruppe gehörten.

## Begriff
Walker Knox prägte den Begriff 1992 in seiner Jefferson Lecture mit dem Titel „The Oldest Dead White European Males“ („Die ältesten toten weißen europäischen Männer“), im Jahr darauf erschien sein gleichnamiges Buch.
Als dwems werden von den Gegnern des traditionellen Bildungskanons Philosophen, Schriftsteller und andere historische Größen bezeichnet, die in den Schulen und Universitäten als wichtig und für die westliche Kultur konstitutiv erachtet werden, also etwa Aristoteles oder Shakespeare. Im Gegensatz dazu fordern Reformer, von denen einige durch feministische oder marxistische Theorien inspiriert sind, seit den 1970er Jahren oft, auch und besonders die Errungenschaften von Frauen, Schwarzen, ethnischen Minderheiten, Einwanderern oder Autoren der „Dritten Welt“ auf die Lehrpläne zu setzen. Zu diesen Reformern gehören etwa die Philosophen Charles Taylor und Jürgen Habermas.
Kritiker dieser Reformen wie der Politikwissenschaftler Charles Murray weisen dagegen darauf hin, dass die moderne Menschheit nahezu alle ihrer Errungenschaften in Naturwissenschaft und Technik dem alten Europa verdanke. Auch Wissenschafts- und Technikhistoriker außerhalb Europas kämen stets zu diesem Ergebnis.